# Uta (geslacht)
Uta is een geslacht van hagedissen uit de familie Phrynosomatidae.

## Naam en indeling
De wetenschappelijke naam van de groep werd voor het eerst voorgesteld door Spencer Fullerton Baird en Charles Frédéric Girard in 1852.

### Soorten
Het geslacht omvat de volgende soorten, met de auteur en het verspreidingsgebied.
| Naam                                | Auteur                      | Verspreidingsgebied      |
| ----------------------------------- | --------------------------- | ------------------------ |
| Uta encantadae                      | Grismer, 1994               | Mexico                   |
| Uta lowei                           | Grismer, 1994               | Mexico                   |
| Uta nolascensis                     | Van Denburgh & Slevin, 1921 | Mexico                   |
| Uta palmeri                         | Stejneger, 1890             | Mexico                   |
| Uta squamata                        | Dickerson, 1919             | Mexico                   |
| Gevlekte leguaan (Uta stansburiana) | Baird & Girard, 1852        | Mexico, Verenigde Staten |
| Uta tumidarostra                    | Grismer, 1994               | Mexico                   |

## Verspreiding en habitat
Er zijn zeven soorten die voorkomen in Mexico en de Verenigde Staten.

## Beschermingsstatus
Door de internationale natuurbeschermingsorganisatie IUCN is aan zeven soorten een beschermingsstatus toegewezen. Drie soorten worden gezien als 'veilig' (Least Concern of LC) en vier soorten als 'kwetsbaar' (Vulnerable of VU).